# Tore und Türme der Aachener Stadtmauer

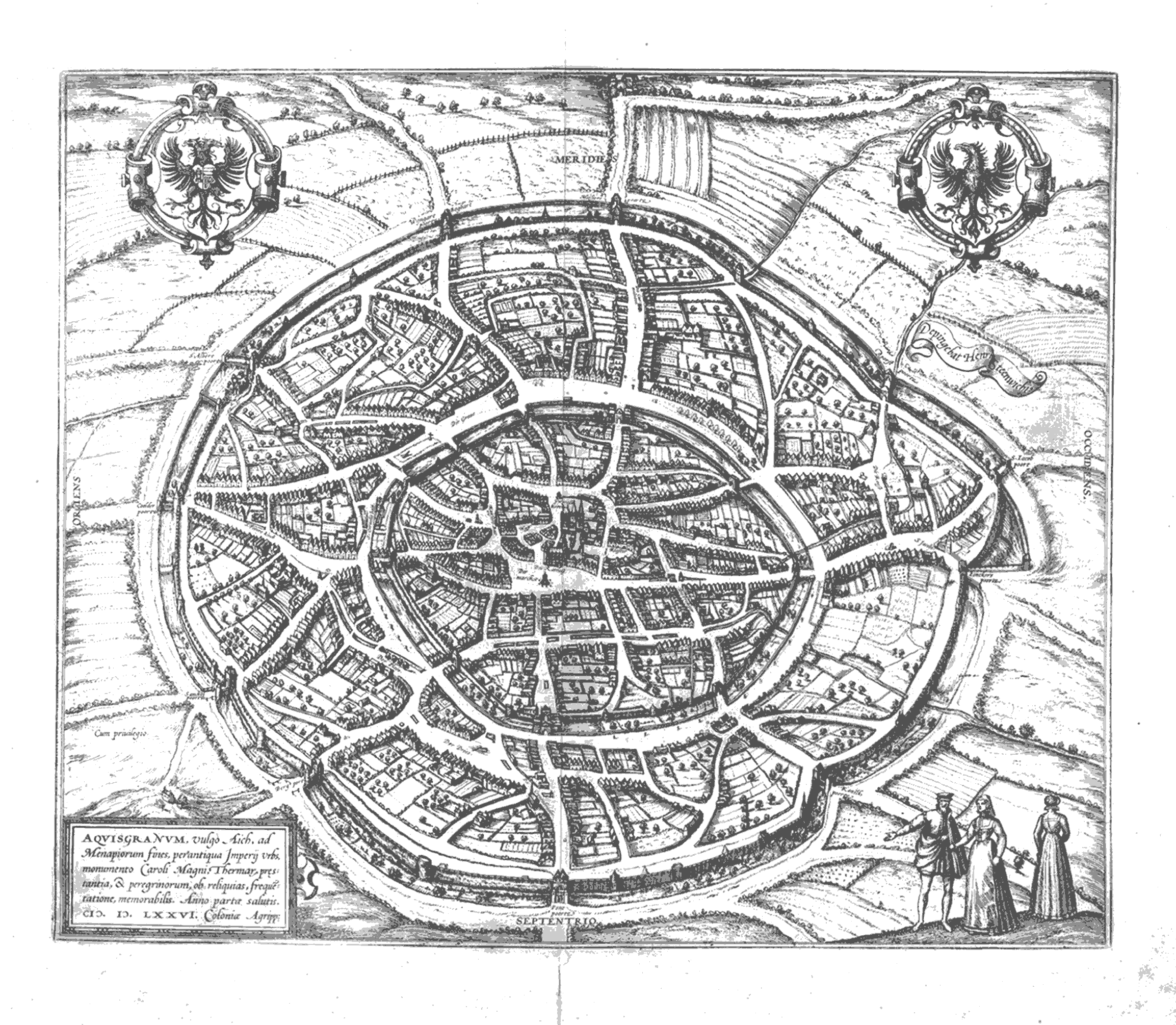
Stadtansicht Aachens von 1576 mit den beiden Mauerringen und den Toren und Türmen

Die Aachener Stadtmauer umfasste neben den beiden Mauerringen auch zahlreiche Einzelbauwerke, die entlang der Stadtmauer angeordnet waren und zu deren besserer Verteidigung dienten. Dazu zählten in erster Linie die Stadttore und die Wehrtürme. Der innere Ring hatte zehn Tore und zehn Türme, der äußere elf Tore und dreiundzwanzig Türme. Zusätzlich besaß die äußere Mauer mehrere Wehrerker an Abschnitten zwischen den Toren und Türmen. Wachthäuser für die Wachmannschaften waren an die Innenseite der Mauer angebaut.
Von beiden Mauern und deren zahlreichen Türmen und Stadttoren sind nur geringe Teile erhalten geblieben. Die beiden noch erhaltenen Stadttore, das Marschiertor und das Ponttor, wurden im Zweiten Weltkrieg stark beschädigt, konnten jedoch restauriert werden. Von den Türmen existieren lediglich noch der Lavenstein, der Pfaffenturm, der Lange Turm, der Marienturm und der kleine Adalbertsturm.

## Tore und Türme

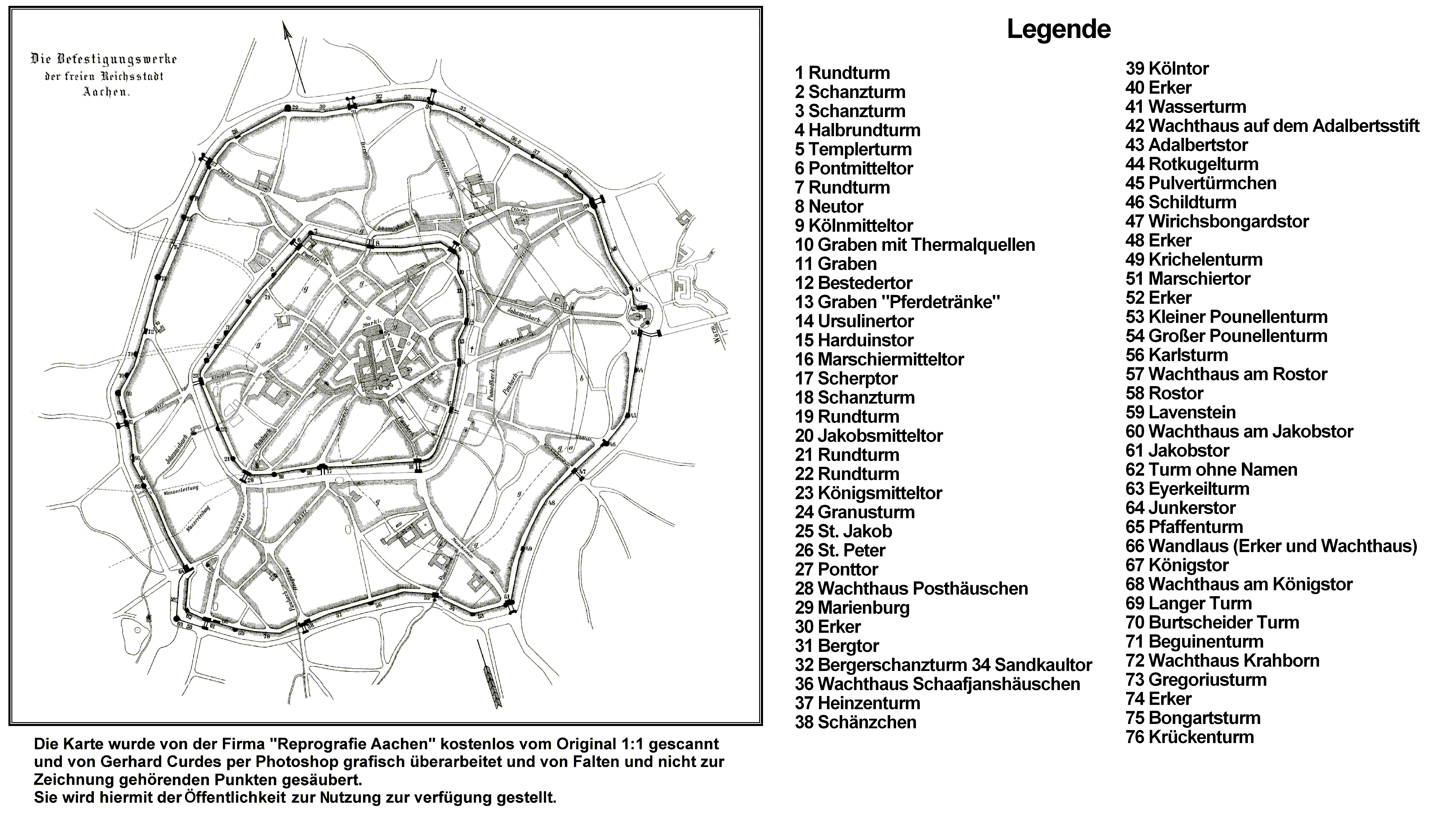
Carl Rhoen: Karte Aachens mit den beiden Ringen und den Toren und Türmen der Stadtmauer, 1894

Die folgende Tabelle listet die Tore und Türme der Aachener Stadtmauer auf. Die voreingestellte Reihenfolge der Bauwerke entspricht dabei ihrer Anordnung in dem Mauerring. Den Anfang macht das jeweilige Haupttor im Norden, also das Ponttor bzw. Pont-Mitteltor. Die Darstellung geht dann im Uhrzeigersinn weiter. Die Darstellungsreihenfolge kann jederzeit durch Klicken auf das Sortiersymbol rechts neben dem Titel einer Spalte auf den Inhalt dieser Spalte geändert werden.

### Innere Stadtmauer
Die innere Stadtmauer (Barbarossamauer) hatte zehn Stadttore und zehn Türme. Tore, denen ein gleichnamiges Tor in der äußeren Stadtmauer entsprach, erhielten den Namenszusatz „mittel“, da sie in der Mitte zwischen dem Stadtzentrum und dem äußeren Tor lagen. Die meisten Tore waren einfache Vierecktürme mit Tordurchlass und Zugbrücke, die über den Stadtgraben führte. Die vier Haupttore hatten zur besseren Verteidigung Vortore (Barbakanen) auf der Außenseite des Grabens.
Auf der Ostseite der inneren Stadtmauer lagen die Stadttore relativ nahe zueinander. Auf der Westseite gab es dagegen lange Mauerzüge ohne Tor, die durch zusätzliche Türme gesichert wurden. Diese zusätzliche Verteidigung war auch deshalb erforderlich, weil der Stadtgraben auf dieser Seite wegen des Geländeverlaufs nicht mit Wasser gefüllt werden konnte und daher weniger Schutz bot als der Wassergraben auf der Ostseite. Einige dieser Türme waren lediglich Schalen- oder Schanztürme, d. h. halbkreisförmige oder rechteckige Vorsprünge der Stadtmauer ohne Mauerabschluss auf der Stadtseite. Andere waren halbrunde oder runde Volltürme, Vierecktürme gab es in der inneren Stadtmauer außer den Stadttoren keine. Von den Türmen der inneren Stadtmauer ist lediglich der Templerturm mit Namen überliefert.
Während von der inneren Stadtmauer selbst noch Reste vorhanden sind, ist kein Tor oder Turm dieser Mauer erhalten.
| Name               | Typ          | Richtung     | Lage                                                                | Baudaten                                       | Anmerkungen |
| ------------------ | ------------ | ------------ | ------------------------------------------------------------------- | ---------------------------------------------- | --- |
| Pontmitteltor      | Haupttor     | Nordnordwest | Pontstraße / Templergraben Standort                                 |                                                | mit Barbakane |
| unbekannt          | Rundturm     | Nordnordwest | Hirschgraben Standort                                               |                                                | als Schutz für den einzigen (durch die bereits bestehende Bebauung verursachten) scharfen Knick in der Stadtmauer.      |
| Neutor             | Nebentor     | Norden       | Neupforte / Hirsch- und Seilgraben Standort                         | 1764 abgerissen                                | diente auch der Bewachung des Ausflusses des Johannisbachs aus der Stadt                                                |
| Kölnmitteltor      | Haupttor     | Nordost      | Großkölnstraße / Mefferdatisstraße Standort                         |                                                | mit Barbakane, größtes Tor der inneren Mauer                                                                            |
| Besterdertor       | Nebentor     | Osten        | Büchel / Dahmen- und Holzgraben Standort                            | Mitte 13. Jh. erbaut, 1783 abgerissen          | |
| Ursulinertor       | Nebentor     | Ostsüdost    | Ursulinerstraße / Holzgraben – Friedrich-Wilhelm-Platz Standort     | Mitte 13. Jh. erbaut                           | auch Aldegundistor oder Adalbertsmitteltor genannt                                                                      |
| Harduinstor        | Nebentor     | Südsüdost    | Hartmannstraße / Friedrich-Wilhelm-Platz – Kapuzinergraben Standort | Mitte 13. Jh. erbaut                           | auch Hartmannstor genannt                                                                                               |
| Marschiermitteltor | Haupttor     | Süden        | Kleinmarschierstraße / Kapuziner- und Alexianergraben Standort      | 1215 erstmals erwähnt, Ende 16. Jh. abgerissen | auch Burtscheider Mitteltor genannt, mit Barbakane, hier wurde ein Teil des Wassers der Pau in den Stadtgraben geleitet |
| Scherptor          | Nebentor     | Südwest      | Annastraße / Alexianer- und Löhrgraben Standort                     |                                                | einziges Stadttor der inneren Mauer mit zwei Rundtürmen, die durch einen Mittelbau verbunden waren                      |
| unbekannt          | Schalenturm  | Südwest      | Löhrgraben Standort                                                 |                                                | |
| unbekannt          | Rundturm     | Westsüdwest  | Löhrgraben Standort                                                 |                                                | diente auch der Bewachung des Einlaufs der Pau in die Stadt                                                             |
| Jakobsmitteltor    | Haupttor     | Westsüdwest  | Jakobstraße / Löhr- und Karlsgraben Standort                        | Ende 16. Jh. abgerissen                        | mit Barbakane |
| unbekannt          | Rundturm     | Westsüdwest  | Karlsgraben Standort                                                |                                                | |
| unbekannt          | Rundturm     | Westen       | Karlsgraben Standort                                                |                                                | diente auch der Bewachung des Einlaufs des Johannisbachs in die Stadt                                                   |
| Königsmitteltor    | Nebentor     | Westen       | Königstraße / Karls- und Templergraben Standort                     | 1783 abgerissen                                | |
| unbekannt          | Rundturm     | Westnordwest | Templergraben Standort                                              |                                                | |
| unbekannt          | Schalenturm  | Westnordwest | Templergraben Standort                                              |                                                | |
| unbekannt          | Schalenturm  | Westnordwest | Templergraben Standort                                              |                                                | |
| unbekannt          | Halbrundturm | Nordwest     | Templergraben Standort                                              |                                                | |
| Templerturm        | Halbrundturm | Nordwest     | Templergraben Standort                                              | 2. H. d. 18. Jh. abgerissen                    | Bogenfries unter dem Dachgesims                                                                                         |

### Äußere Stadtmauer

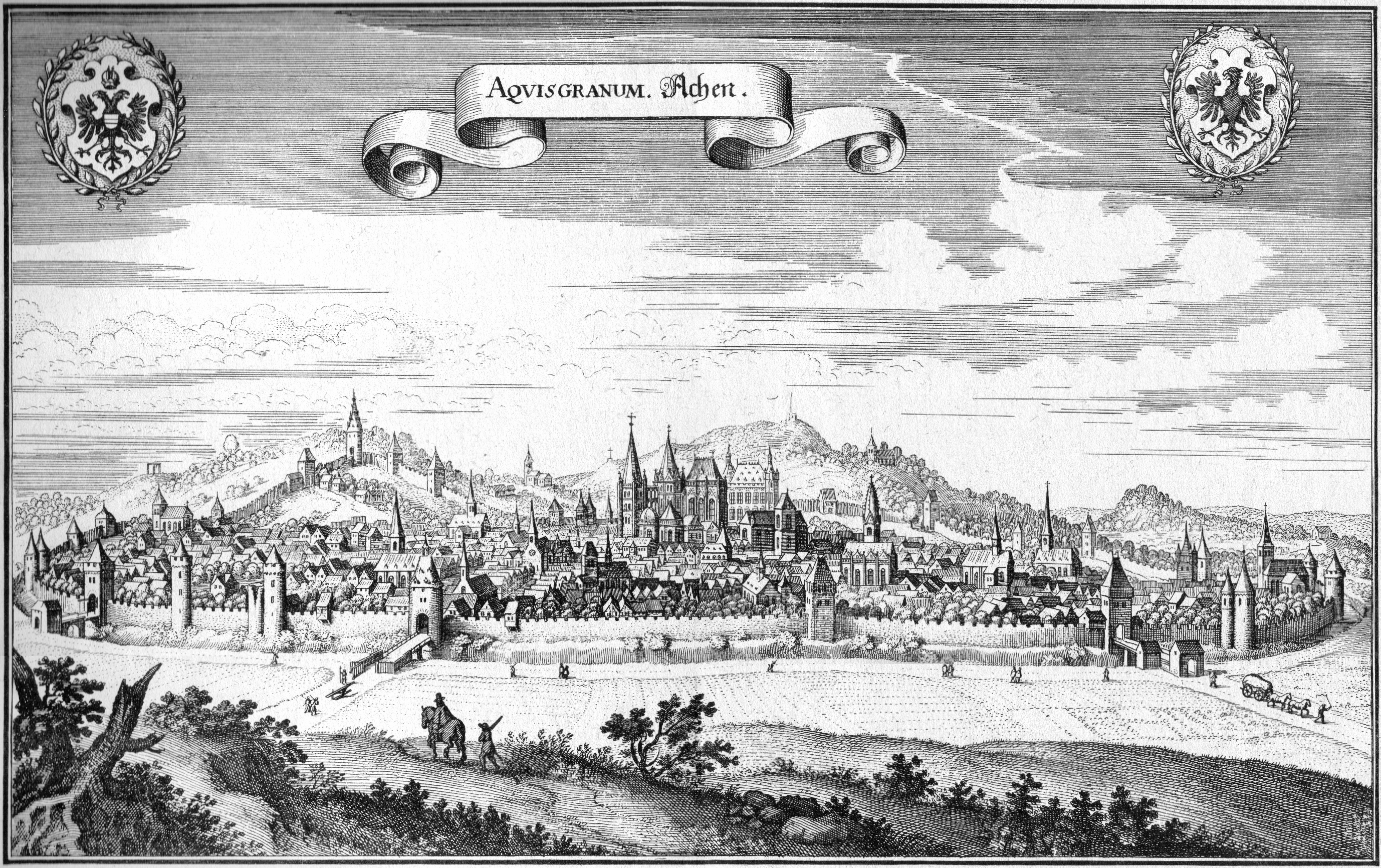
Matthäus Merian: Kupferstich Aachens mit der äußeren Stadtmauer von Südwest gesehen, 1645

Die äußere Stadtmauer hatte elf Stadttore, darunter wie bei der inneren Stadtmauer vier Haupttore, und dreiundzwanzig Türme. Gelegentlich wird auch der Wasserturm mit der Bezeichnung Wassertor als Stadttor genannt, um auf die zwölf Tore des himmlischen Jerusalems anzuspielen.
Bis auf das Vaalser Tor hatten alle diese Tore Vortore (Barbakanen), die mit dem eigentlichen Torbau über eine steinerne Brücke verbunden waren, die über den Graben führte. Wie am Ponttor noch gut zu erkennen ist, waren diese Brücken seitlich durch zinnenbewehrte Mauern geschützt.
Da die äußere Stadtmauer bei etwa gleicher Anzahl der Tore etwa die doppelte Länge wie die innere hatte, waren hier auch auf der Ostseite Türme zwischen den einzelnen Toren angeordnet. Aber auch beim äußeren Mauerring waren die Türme aus den bereits für die innere Stadtmauer genannten Gründen auf der Westseite konzentriert, besonders im Nordwesten, wo allein sechs Türme zwischen Königstor und Ponttor standen. Wie bei der inneren Stadtmauer gab es auch bei der äußeren Stadtmauer Schanztürme und Volltürme. Neben den halbrunden und runden Volltürmen kamen hier auch solche mit viereckigem Grundriss vor.
| Name                  | Typ                         | Richtung     | Lage                                                 | Baudaten                                                                                            | Anmerkungen | Bild               |
| --------------------- | --------------------------- | ------------ | ---------------------------------------------------- | --------------------------------------------------------------------------------------------------- | --- | ------------------ |
| Ponttor               | Haupttor                    | Nordnordwest | Pontstraße / Pontwall – Saarstraße Standort          | 1320 erstmals erwähnt                                                                               | einziges vollständig erhaltenes Stadttor | Ponttor            |
| Marienturm            | Rundturm mit Rechteckvorbau | Norden       | Ludwigsallee Standort                                | 1512 errichtet an der Stelle des ehemaligen Breuerturms                                             | erhalten, diente als Geschützturm, heute Mahnmal für Tote der Weltkriege                                                                                       |                    |
| Bergtor               | Nebentor                    | Norden       | Bergstraße / Ludwigsallee Standort                   | Im 17. Jh. Durchgang verkleinert, im 18. Jh. bereits Ruine                                          | | Bergtor            |
| Bergerschanzturm      | halbrunder Schanzturm       | Nordnordost  | Ludwigsallee Standort                                | | Schutz für Bergtor |                    |
| Sandkaultor           | Nebentor                    | Nordnordost  | Sandkaulstraße / Saarstraße – Monheimsallee Standort | 1811 abgerissen                                                                                     | höchster Turm der Stadttore Aachens | Sandkaultor        |
| Heinzenturm           | Rundturm                    | Nordost      | Heinzenstraße / Monheimsallee Standort               | | verstärkte Wände |                    |
| Schänzchen            | viereckiger Schanzturm      | Ostnordost   | Monheimsallee Standort                               | | |                    |
| Kölntor               | Haupttor                    | Ostnordost   | Alexanderstraße / Hansemannplatz Standort            | 1320 erstmals erwähnt, 1807 begann Abriss                                                           | schönstes Stadttor | Kölntor            |
| Wasserturm            | Viereckturm                 | Osten        | Heinrichsallee Standort                              | | vereinzelt auch als Wassertor bezeichnet, diente der Überwachung des Wasserablaufs aus der Stadt                                                               | Wasserturm         |
| Adalbertsturm         | Rundturm                    | Ostsüdost    | Kaiserplatz / Heinrichsallee Standort                | | nahezu vollständig erhalten, nur das Dach und Teile des oberen Mauerwerkes fehlen                                                                              |                    |
| Adalbertstor          | Nebentor                    | Ostsüdost    | Kaiserplatz / Beeckstraße Standort                   | | 1322 erstmals erwähnt | Adalbertstor       |
| Rotkugelturm          |                             | Ostsüdost    | Beeckstraße Standort                                 | | |                    |
| Pulvertürmchen        | halbrunder Schanzturm       | Südost       | Beeckstraße Standort                                 | | diente als Pulverlager |                    |
| Schildturm            | halbrunder Schanzturm       | Südost       | Schützenstraße Standort                              | | |                    |
| Wirichsbongardstor    | Nebentor                    | Südost       | Theaterstraße / Wallstraße Standort                  | | in Windmühle umgebaut, später abgerissen |                    |
| Krichelenturm         | viereckiger Schanzturm      | Südsüdost    | Wallstraße Standort                                  | | |                    |
| Marschiertor          | Haupttor                    | Süden        | Franzstraße / Wallstraße – Boxgraben Standort        | 1320 erstmals erwähnt                                                                               | auch Burtscheider Tor genannt, eine der größten Torburgen Europas, Hauptbau erhalten, Vortor nicht                                                             |                    |
| Kleiner Pounellenturm | Halbrundturm                | Süden        | Boxgraben Standort                                   | 1696 erstmals erwähnt, Ende 18. Jh. abgerissen                                                      | nur eingeschossig |                    |
| Großer Pounellenturm  | Viereckturm                 | Süden        | Karmeliterstraße / Boxgraben Standort                | 1444 erstmals erwähnt, 1611 Teilabriss, 1782 Abriss bis zur Mauerhöhe, Ende 19. Jh. ganz abgerissen | diente auch der Überwachung des Einlaufs der Paunell in die Stadt, Steine des Teilabrisses im 17. Jh. zum Bau des Turms der Jesuitenkirche St. Michael benutzt |                    |
| Karlsturm             | halbrunder Schanzturm       | Südsüdwest   | Krakaustraße / Boxgraben Standort                    | 1823 abgerissen                                                                                     | |                    |
| Rostor                | Nebentor                    | Südsüdwest   | Hubertusplatz / Boxgraben Standort                   | 1346 erstmals erwähnt, 1799 abgerissen                                                              | diente auch der Überwachung des Einlaufs der Pau in die Stadt                                                                                                  | Rostor             |
| Lavenstein            | Rundturm                    | Südwest      | Hubertusstraße / Boxgraben Standort                  | | erhalten, im 19. Jahrhundert als Eiskeller verwendet |                    |
| Jakobstor             | Haupttor                    | Südwest      | Jakobstraße / Boxgraben – An der Schanz Standort     | 1320 erstmals erwähnt, Anf. 19. Jh. abgerissen                                                      | ungewöhnlich hohes Vortor mit Wurfmaschine auf dem Flachdach                                                                                                   | Jakobstor          |
| Lütticher Schanze     | Zwingermauer                | Südwest      | An der Schanz Standort                               | | einzige Stelle mit einer der Aachener Stadtmauer vorgelagerten Zwingermauer                                                                                    | (siehe Jakobsstor) |
| Turm ohne Namen       | Viereckturm                 | Südwest      | An der Schanz Standort                               | | Verteidigung der Lütticher Schanze von dem Mauerring aus | (siehe Jakobsstor) |
| Eyerkeilturm          | Rundturm                    | Südwest      | An der Schanz Standort                               | | Verteidigung der Lütticher Schanze von der vorgezogenen Zwingermauer aus                                                                                       |                    |
| Junkerstor            | Nebentor                    | Westsüdwest  | Vaalser Straße / Mauerstraße Standort                | 1829 abgerissen                                                                                     | auch Vaalser Tor genannt, einziges Tor ohne Vortor |                    |
| Pfaffenturm           | Rundturm                    | Westsüdwest  | Lochnerstraße / Junkerstraße Standort                | 1442–1456 erbaut                                                                                    | erhalten, Fluchtbastion, diente auch der Überwachung des Einlaufs des Johannisbachs in die Stadt                                                               |                    |
| Königstor             | Nebentor                    | Westen       | Königstraße / Junkerstraße Standort                  | 1320 erstmals erwähnt, Anf. 19. Jh. abgerissen                                                      | | Königstor          |
| Langer Turm           | Halbrundturm                | Westen       | Turmstraße Standort                                  | Anf. 14. Jh. erbaut                                                                                 | erhalten, stand auf dem höchsten Punkt des äußeren Mauerrings, diente als Feuerturm und Pulverlager, daher auch Pulverturm genannt                             |                    |
| Burtscheider Turm     | Halbrundturm                | Westnordwest | Turmstraße Standort                                  | Anf. 14. Jh. erbaut, Anf. 19. Jh. abgerissen                                                        | |                    |
| Beguinenturm          | halbrunder Schanzturm       | Westnordwest | Turmstraße Standort                                  | Anf. 14. Jh. erbaut, Anf. 19. Jh. abgerissen                                                        | |                    |
| Gregoriusturm         | Rundturm mit Rechteckvorbau | Nordwest     | Turmstraße Standort                                  | 1810 Abriss bis zur Mauerkrone, 1850 vollständig abgerissen                                         | stabilster Wehrturm Aachens |                    |
| Bongartsturm          | halbrunder Schanzturm       | Nordwest     | Turmstraße Standort                                  | | Schutz für Ponttor |                    |
| Krückenturm           | Halbrundturm                | Nordnordwest | Pontwall Standort                                    | | |                    |